# Euproctis formosicola
Euproctis formosicola är en fjärilsart som beskrevs av Matsumura 1927. Euproctis formosicola ingår i släktet Euproctis och familjen tofsspinnare. Inga underarter finns listade i Catalogue of Life.